# 第64回ニューヨーク映画批評家協会賞
第64回ニューヨーク映画批評家協会賞は、1998年の優秀な映画に贈られた賞である。1998年12月16日に発表され、1999年1月10日に贈られた。

## 受賞
- 作品賞:
  - 『プライベート・ライアン』

- 主演男優賞:
  - ニック・ノルティ - 『白い刻印』

- 主演女優賞:
  - キャメロン・ディアズ - 『メリーに首ったけ』

- 助演男優賞:
  - ビル・マーレイ - 『天才マックスの世界』

- 助演女優賞:
  - リサ・クドロー - 『熟れた果実』

- 監督賞:
  - テレンス・マリック - 『シン・レッド・ライン』

- 脚本賞:
  - マーク・ノーマン、トム・ストッパード - 『恋におちたシェイクスピア』

- 撮影賞:
  - ジョン・トール - 『シン・レッド・ライン』

- 外国語映画賞:
  - 『セレブレーション』（ デンマーク スウェーデン）

- ノン・フィクション映画賞:
  - The Farm: Angola, USA

- 特別賞:
  - Rick Schmidlin - 『黒い罠』